# Király Ernő (színművész)
Király Ernő, Kőnig Ernő (Kiskeszi, 1884. április 26. – New York, 1954. szeptember 2.) színész, rendező, színházigazgató.

## Életútja
Kőnig Sámuel kocsmáros és Schwarz Janka fiaként született. Elemi iskoláit Pozsonyban, a gimnázium négy alsó osztályát Érsekújváron végezte, majd a kereskedelmi iskolát a fővárosban látogatta. Itt is érettségizett 1901-ben, a IX. kerületi Kinizsi utcai felsőkereskedelmiben. Ezután egy évig könyvelő volt, majd 1902-ben karénekes 50 korona havi fizetéssel a Népszínházban; közben beiratkozott Rákosi Szidi színésziskolájába. 1903-ban Szabadkára szerződött Pesti Ihász Lajoshoz, 1905-ben Kolozsvárra került. 1907. október 22-én mint vendég fellépett a Király Színházban, a Víg özvegyben Danilo szerepében. 1908. október 1-jén három évre szerződtették. Mint szerződött tagnak a Hollandi leányban volt a bemutatkozása. 1919. október 23-án megvált a Király Színháztól, majd november hónapban vendégszerepekre szerződött a Fővárosi Orfeumhoz és a Városi Színházhoz. Hosszabb ideig Bécsben is vendégszerepelt a Carl Theaterben, 1920-ban pedig Amerikában.
Budapest egyik legnépszerűbb tenoristája volt. 1922-ben a Fővárosi Operettszínházban játszott. Ezután ismét Bécsbe ment, majd a berlini Metropol Theaterben vendégszerepelt. 1923-ban amerikai vendégkörúton volt. 1925. január 27-én mint vendég fellépett a Király Színházban, a Marica grófnő Tasziló szerepében, ahol újra fellépett 1927. január 15-én Vincze Zsigmond és Szilágyi László Aranyhattyú című operettjében Tom szerepében. 1927. október 8-tól a Városi Színház vendége volt, Szomaházy István Mesék az írógépről című operettjében. 1928-ban ismételten amerikai turnén volt. Az Endrey Jenő által vezetett Chicagói Népszínháznál lett rendező, majd művészeti igazgató. 1929-től ugyanitt mint főrendező működött. Miután a színház megszűnt, 1929 szeptemberétől a New York-i Operettszínháznál volt főrendező. Ezt követően visszatért Magyarországra.
1931 őszén művészeti igazgató lett a Komikusok Kabaréjában, majd 1932-ben a Fővárosi Operettszínházban, 1933-ban a Royal Orfeumban működött. 1935-ben kiköltözött az Amerikai Egyesült Államokba. 1935-ben művészeti vezető és rendező volt Pádly Margit Intim Színházában. Saját társulatot hozott létre 1935-ben Clevelandben, majd vendéglőt vezetett. Emellett filmekben is szerepelt statisztaként.

## Családja
1911. október 29-én Budapesten, a Józsefvárosban házasságot kötött Solti Hermin színésznővel, lányuk Király Kató (sz. Budapest, 1914. április 8.) színésznő, Herrmann Kosterlitz (Henry Koster) osztrák-amerikai filmrendező felesége. Király Ernő 1922-en elvált feleségétől, majd 1935-ben az USA-ban nőül vette Orosz Júliát. 1952-ben újra megnősült, ekkor egy özvegyasszonyt vett feleségül.

## Fontosabb színházi szerepei
- Danilo (Lehár Ferenc: A víg özvegy)
- Kukorica Jancsi, Bagó (Kacsóh Pongrác: János vitéz)
- René (Lehár Ferenc: Luxemburg grófja)
- Tom Migles (Jacobi Viktor: Leányvásár)
- Konstantin (Jacobi Viktor: Sybill)
- Edvin (Kálmán Imre: A csárdáskirálynő)
- Jani (Lajtai Lajos: Régi orfeum)
- Kenderessy kapitány (Vincze Zsigmond: Aranyhattyú)
- Márki (Cornevillei harangok)
- Tom (Aranyhattyú)
- Mihajlovics (Bíborruhás asszony)
- Tassy László (Párizsi divat)
- Luxemburg grófja, Liseweghe (Elvált asszony)
- Honti György (Mesék az írógépről)

## Főbb rendezései
- Ábrahám Pál: Az utolsó Verebélyi-lány
- Kálmán Imre: A csárdáskirálynő
- Eisemann Mihály: Alvinci huszárok

## Filmszerepei
- Az utolsó bohém (1913, szkeccs) - saját maga
- Tatárjárás (1917) – Lőrenthey főhadnagy
- Leányvásár (1918) – Tom Migless
- Luxemburg grófja (1919) – René
- Ida regénye (1934) – Ernő, főpincér az Arizona bárban
- Lila akác (1934) – utcai énekes kottaárus